# Schillingsfürst

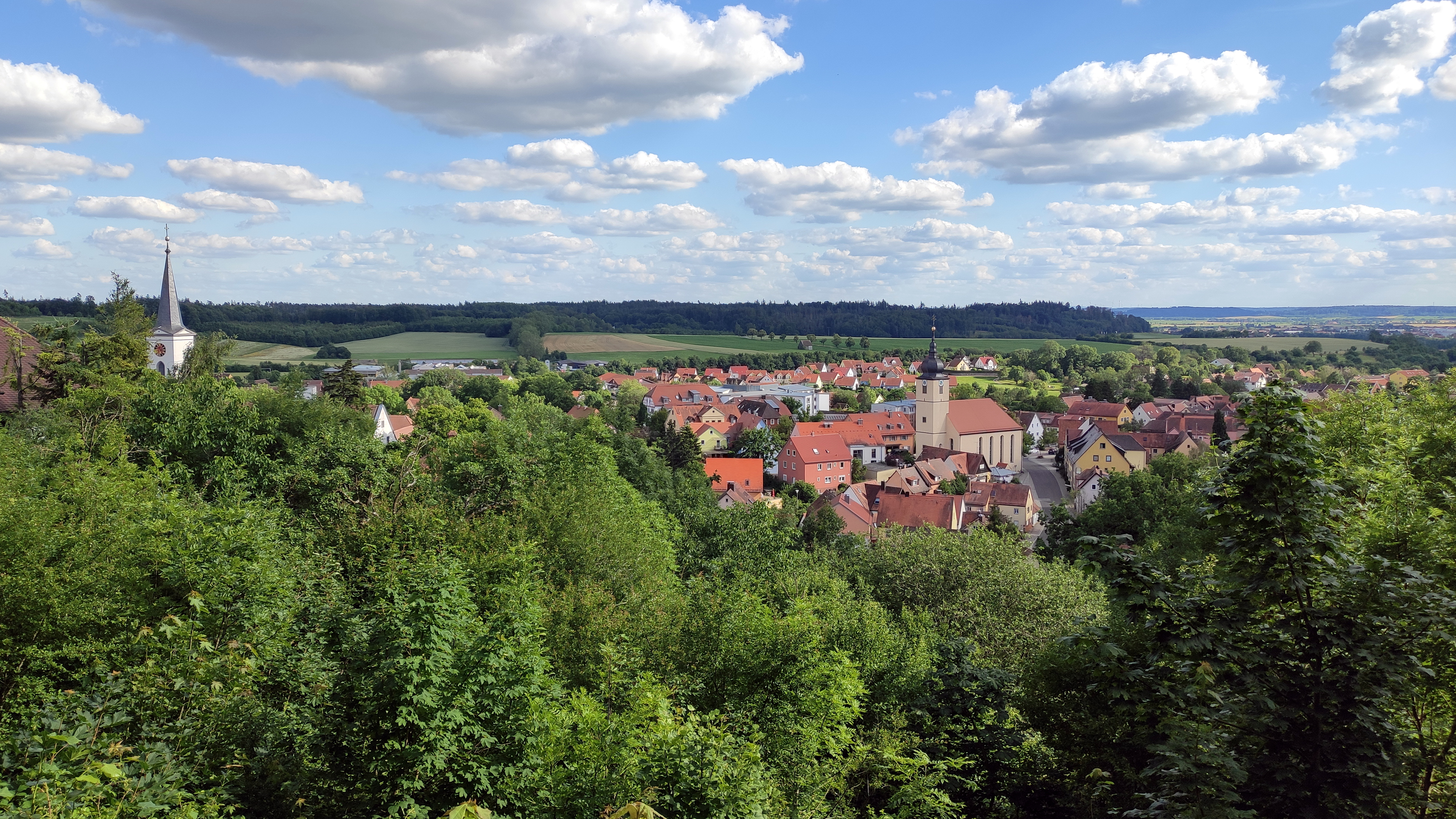
Stadtansicht vom Schloss Schillingsfürst

Schillingsfürst (ⓘ) ist eine Stadt im mittelfränkischen Landkreis Ansbach, Sitz der Verwaltungsgemeinschaft Schillingsfürst und Teil der Metropolregion Nürnberg.

## Geographie

### Geographische Lage
Die Stadt Schillingsfürst liegt im Naturpark Frankenhöhe.
Die Stadt befindet sich auf der Europäischen Hauptwasserscheide Nordsee/Schwarzes Meer. Genauer fließt der Davidsbach nach Westen über den Wohnbach hin zu Tauber, Main, Rhein und schließlich zur Nordsee; in Richtung Südsüdwest fließt die Wörnitz zur Donau, nach Südosten fließt die Sulzach ebenso zur Wörnitz und Donau, während im Nordosten der Stilzendorfer Bach über den Hagenbach und die Altmühl ebenfalls zur Donau und somit zum Schwarzen Meer entwässert.
Die Nachbargemeinden von Schillingsfürst sind (von Norden beginnend im Uhrzeigersinn): Gebsattel, Buch am Wald, Leutershausen, Dombühl, Wörnitz und Diebach.

### Gemeindegliederung
Es gibt 21 Gemeindeteile (in Klammern ist der Siedlungstyp angegeben):
- Altengreuth (Weiler)
- Bersbronn (Weiler)
- Bronnenhaus (Einöde)
- Faulenberg (Pfarrdorf)
- Fischhaus (Einöde)
- Leipoldsberg (Weiler)
- Marienhof (Einöde)
- Neureuth (Weiler)
- Neuweiler (Dorf)
- Obermühle (Einöde)
- Oelmühle (Einöde)
- Schafhof (Dorf)
- Schillingsfürst (Hauptort)
- Schmeermühle (Einöde)
- Schorndorf (Dorf)
- Stilzendorf (Dorf)
- Stützenhof (Weiler)
- Thiergartenhof (Einöde)
- Wittum (Einöde)
- Wohnbach (Dorf)
- Ziegelhütte (Weiler)

Ober- und Untermühle gehörten zu Schorndorf und sind beide mittlerweile zur Wüstung geworden. Frankenheim galt bis 1961 als Gemeindeteil von Schillingsfürst, danach ist es im Wesentlichen in der Frankenheimer Straße, einer Ortsstraße von Schillingsfürst, aufgegangen.
Es gibt auf dem Gemeindegebiet die Gemarkungen Faulenberg, Schillingsfürst und Stilzendorf. Die Gemarkung Schillingsfürst hat eine Fläche von 6,444 km². Sie ist in 853 Flurstücke aufgeteilt, die eine durchschnittliche Fläche von 7554,19 m² haben. In ihr liegen neben dem namensgebenden Ort die Gemeindeteile Bersbronn, Fischhaus, Marienhof, Oelmühle, Schafhof, Schmeermühle, Stützenhof, Thiergartenhof, Wittum und Ziegelhütte.

## Geschichte

### Bis zum 19. Jahrhundert
Der Ort „Xillingesfirst“ ist erstmals in einer Wildbannurkunde von Kaiser Otto III. für den Bischof Heinrich von Würzburg, ausgestellt am 1. Mai 1000, als Grenzpunkt zehn genannt. Ab Grenzpunkt neun „Breitenbrunnen“ bildet in dieser Urkunde die Altstraße die Grenze des Wildbannbezirks: auf dem Höhenrücken Xillingesfirst oberhalb von Leipoldsberg gelegen, bis zum Grenzpunkt Perenwarda (wo dieser Punkt sich befand, ist nicht lokalisierbar; es könnte sich dabei um eine Befestigungsanlage oder eine Wildwarte gehandelt haben).

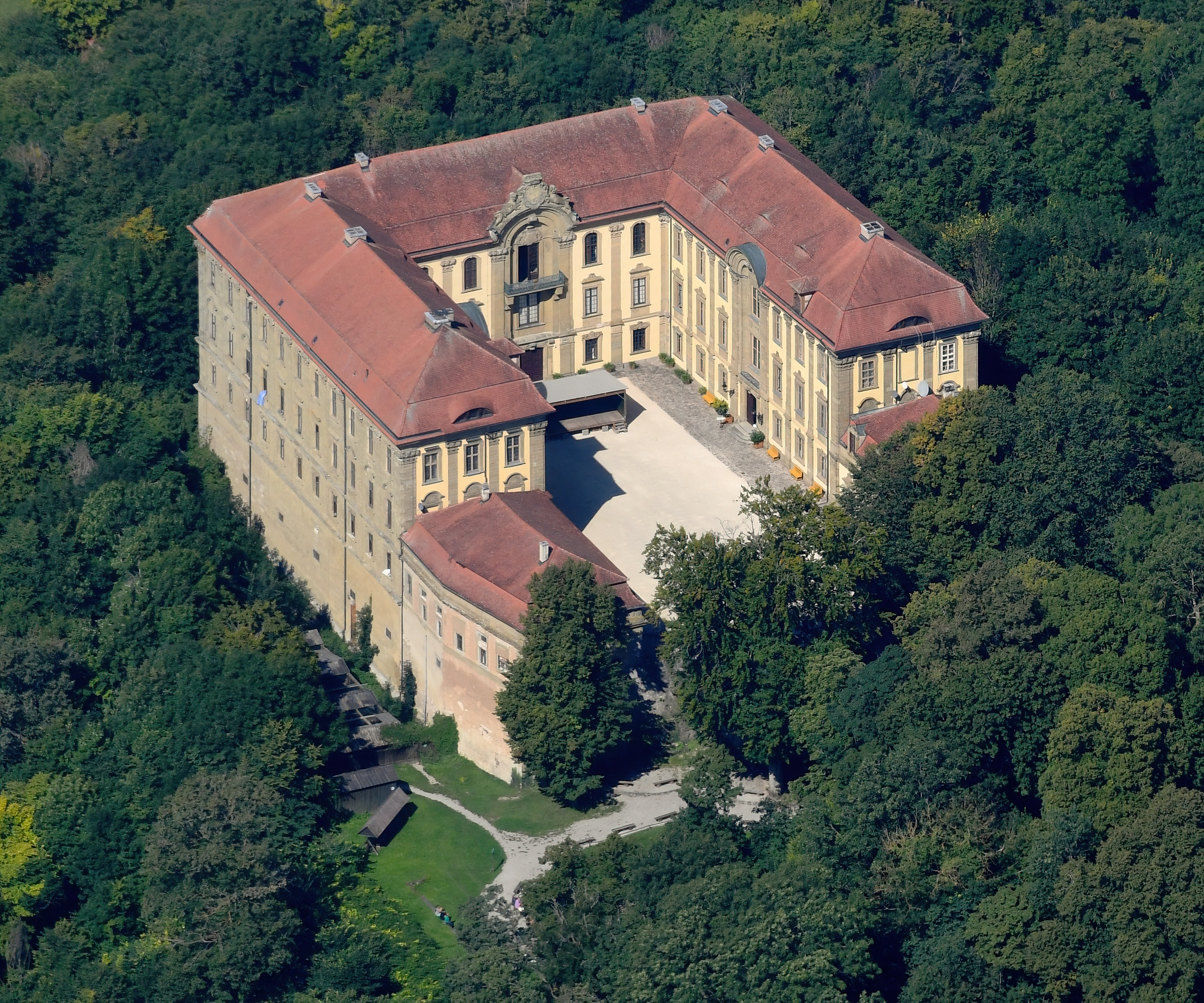
Schloss Schillingsfürst

Bereits 1300 war Schillingsfürst im Besitz des Hauses Hohenlohe.
Nachdem die Schillingsfürster Linie ausgestorben war, übernahm um 1300 die verwandte, ebenfalls zum Uradel zählende Hohenlohe-Familie die Burg und das dazugehörende Dorf Frankenheim, das sich unterhalb der Burg befand und aus dem sich die heutige Stadt entwickelte. 1316 wurde die Burg von Ludwig dem Bayern zerstört. Seit 1500 war Schillingsfürst dem Fränkischen Reichskreis bzw. der Fränkischen Grafenbank zugeordnet. Die wiederaufgebaute Burg wurde im Bauernkrieg 1525 niedergebrannt. Die zum dritten Mal erbaute Burg wurde 1632 im Dreißigjährigen Krieg wiederum zerstört. Am 21. Mai 1744 erhob Kaiser Karl VII. Reichsgraf Philipp Ernst von Hohenlohe-Waldenburg-Schillingsfürst und Reichsgraf Karl Philipp von Hohenlohe-Waldenburg-Bartenstein und ihre Nachkommen zu Reichsfürsten. Ihre Landesteile wurden erst am 14. August 1757 durch Kaiser Franz I. zum Reichsfürstentum erhoben. Unter Fürst Karl Albrecht erfuhr Schillingsfürst 1753–1793 eine erste wesentliche Erweiterung durch planmäßige Siedlungspolitik. Auf die Zuwanderung von Handwerkern und Fahrenden seit 1758 wird auch das von sozial schlechter gestellten Bürgern zum Teil noch heute gesprochene Schillingsfürster Jenische zurückgeführt. Es stellt jedoch keine lokale Besonderheit dar, sondern entspricht in seinem Wortschatz allgemein dem auch schon wesentlich früher im süd- und südwestdeutschen Sprachraum verbreiteten Rotwelsch. 1792 wurde ein Jägerregiment aufgestellt, die Keimzelle der späteren französischen Fremdenlegion. Zwischen 1500 und 1806 war Hohenlohe, vertreten durch Hohenlohe-Neuenstein, somit auch Schillingsfürst, ein Teil des Fränkischen Reichskreises.

Die benachbarte Markgrafschaft Ansbach ging 1792 vom letzten Markgrafen Karl Alexander in preußischen Besitz über. Seine Resignation im Jahr 1791 zu Gunsten des preußischen Königs Friedrich Wilhelms II. brachte eine massive Störung im politischen Gleichgewicht des Reichskreises. Freiherr Karl August von Hardenberg nahm als bevollmächtigter Minister die Ansbacher und Bayreuther Stimme im Kreiskonvent wahr. Der Konvent tagte zur damaligen Zeit aufgrund der Gefahr, die von den französischen Revolutionärsheeren ausging, permanent. Die aggressive Gebietspolitik Preußens in Franken war ebenfalls Thema, vor allem für die kleineren Kreisstände. Der dirigierende Minister Karl August Freiherr von Hardenberg versuchte durch Aufkäufe von Herrschaften das Gebiet zu arrondieren, was aber nur teilweise gelang. Er erhöhte den Druck auf die reichsritterschaftlichen Gebiete durch herrschaftliche Eingriffe und militärische Aktionen, die größtenteils dem Reichsrecht zuwider standen. Außer Protesten und Klagen in Wien und den dortigen Bescheiden, bis hin zu Exekutionsbeschlüssen, war jedoch nichts zu erlangen, geschweige denn diese Exekutionsbeschlüsse durchzusetzen. So wurden fast alle Akten des Archivs und der Registratur des Kantons Altmühl am 22. November 1796 überfallmäßig durch eine Regierungskommission aus Ansbach beschlagnahmt und nach Ansbach geschafft, um den reichsritterlichen Herren wichtige Dokumente für die Prozessführung zu entziehen. Dabei wurden auch Soldaten eingesetzt. Dem waren zuvor schon preußische Patentanschläge in den an Ansbach-Bayreuth angrenzenden ritterlichen Herrschaften und Reichsstädten im Februar und März 1792 vorausgegangen. In Schillingsfürst kam man dem zuvor, dort wurden mit einem umfassenden Landesvergleich die bestehenden verworrenen nachbarschaftlichen Verhältnisse neu geregelt. Im Vorfeld wurden sogar Untertanen ausgetauscht und 1804 eine neue und wesentlich schlüssigere Landesgrenze über 26 Kilometer Länge mit ca. 100 neuen, repräsentativen Grenzsteinen festgelegt, wovon 75 als Originale heute noch stehen. Für die kleineren Herrschaftsgebiete bahnten sich durch den Friedenskongress von Rastatt bereits die weitreichenden Folgen an (Aufteilung von Territorien zwischen Bayern und Preußen), die dann durch den am 25. Februar 1803 in Regensburg verabschiedeten und mit der kaiserlichen Ratifikation am 27. April 1803 in Kraft getretenen Reichsdeputationshauptschluss Wirklichkeit wurden: die fränkischen Bistümer Würzburg und Bamberg wurden bayerisch. Das Hochstift Eichstätt wurde als Entschädigungsmasse dem Großherzogtum Toskana zugewiesen, bis es im Jahr 1805 ebenfalls an Bayern fiel. Am 15. Dezember 1805 ging das Fürstentum Ansbach im Tausch gegen das Kurfürstentum Hannover an Frankreich und 1806 an das Königreich Bayern. Durch die am 12. Juli 1806 in Paris geschlossene Rheinbundakte kam die Reichsstadt Nürnberg zu Bayern und verlor damit die Reichsunmittelbarkeit. Die Niederlegung der Reichskrone am 6. August 1806 durch Kaiser Franz brachte die Auflösung des Reiches und der alten Reichsverfassung. Das Schillingsfürster Land blieb von diesen Umwälzungen zunächst verschont, bis mit der Bildung der Königreiche Bayern und Württemberg auch das Fürstentum Hohenlohe-Waldenburg-Schillingsfürst mediatisiert wurde. Die Besitzungen um die Exklave Schillingsfürst kamen zu Bayern, die Fürsten wurden Reichsräte der Krone Bayern.
Mit dem Gemeindeedikt wurde der Steuerdistrikt Schillingsfürst gebildet. Zu diesem gehörten Bersbronn, Bronnenhaus, Ebertsmühle, Fischhaus, Frankenheim, Oelmühle, Schafhof, Schmeermühle, Stützenhof, Thiergartenhof, Wittum und Ziegelhütte. Zugleich entstand die Munizipalgemeinde Schillingsfürst, die deckungsgleich mit dem Steuerdistrikt war. Sie unterstand in Verwaltung und Gerichtsbarkeit dem Herrschaftsgericht Schillingsfürst (1840 in das Landgericht Schillingsfürst umgewandelt) und in der Finanzverwaltung dem Rentamt Colmberg. Ab 1824 gehörte Schillingsfürst zum Rentamt Rothenburg ob der Tauber (1919 in Finanzamt Rothenburg ob der Tauber umbenannt). Bronnenhaus wurde nach 1861 nach Stilzendorf umgemeindet. Ab 1862 übernahm das neu gebildete Bezirksamt Rothenburg ob der Tauber die Verwaltung (1939 in Landkreis Rothenburg ob der Tauber umbenannt). In der Gerichtsbarkeit blieb das Landgericht Schillingsfürst zuständig (1879 in Amtsgericht Schillingsfürst umbenannt), von 1928 bis 1973 war es das Amtsgericht Rothenburg ob der Tauber. Die Gemeinde Schillingsfürst hatte 1964 eine Gebietsfläche von 11,303 km².

### Stadt
Am 4. November 1959 wurden dem damaligen Markt Schillingsfürst die Stadtrechte verliehen.

### Eingemeindungen
Im Zuge der Gebietsreform in Bayern wurde am 1. Januar 1972 die Gemeinde Stilzendorf und am 1. Januar 1977 die Gemeinde Faulenberg eingegliedert.

### Einwohnerentwicklung
Im Zeitraum 1988 bis 2018 stieg die Einwohnerzahl von 2291 auf 2835 um 544 Einwohner bzw. um 23,8 %.
Gemeinde Schillingsfürst
| Jahr      | 1818   | 1840   | 1852   | 1861   | 1867   | 1871   | 1875   | 1880   | 1885   | 1890   | 1895   | 1900   | 1905   | 1910   | 1919   | 1925   | 1933   | 1939   | 1946   | 1950   | 1961   | 1970   | 1987   | 2005   | 2011   | 2015   |
| Einwohner | 1480   | 1498   | 1652   | 1668   | 1604   | 1606   | 1625   | 1640   | 1615   | 1630   | 1631   | 1526   | 1599   | 1558   | 1599   | 1598   | 1586   | 1510   | 2449   | 2196   | 1897   | 2082   | 2290   | 2832   | 2787   | 2777   |
| Häuser    | 300    | 303    |        |        |        | 292    |        |        | 297    | 300    |        | 290    |        |        |        | 288    |        |        |        | 296    | 343    |        | 609    |        | 732    | 737    |
| Quelle    | [ 17 ] | [ 24 ] | [ 25 ] | [ 26 ] | [ 27 ] | [ 28 ] | [ 29 ] | [ 30 ] | [ 31 ] | [ 32 ] | [ 25 ] | [ 33 ] | [ 25 ] | [ 34 ] | [ 25 ] | [ 35 ] | [ 25 ] | [ 25 ] | [ 25 ] | [ 36 ] | [ 19 ] | [ 37 ] | [ 38 ] | [ 39 ] | [ 39 ] | [ 39 ] |

Ort Schillingsfürst (inkl. Frankenheim)
| Jahr      | 001818 | 001840 | 001861 | 001871 | 001885 | 001900 | 001925 | 001950 | 001961 | 001970 | 001987 |
| Einwohner | 1252   | 1280   | 1371   | 1357   | 1380   | *1284  | *1392  | *1944  | *1723  | 1911   | 1695   |
| Häuser    | 248    | 254    |        |        | 246    | *242   | *242   | *247   | *294   |        | 438    |
| Quelle    | [ 17 ] | [ 24 ] | [ 26 ] | [ 28 ] | [ 31 ] | [ 33 ] | [ 35 ] | [ 36 ] | [ 19 ] | [ 37 ] | [ 38 ] |

## Politik

### Stadtrat
Der Stadtrat von Schillingsfürst hat 14 Mitglieder ohne den Bürgermeister.
|      | SPD | CSU | FWG | FDP | Gesamt   |
| 2002 | 2   | 6   | 5   | 1   | 14 Sitze |
| 2008 | 2   | 7   | 4   | 1   | 14 Sitze |
| 2014 | 3   | 6   | 5   | –   | 14 Sitze |
| 2020 | 3   | 6   | 5   | –   | 14 Sitze |

### Bürgermeister
Bei der Bürgermeisterwahl 2014 wurde Michael Trzybinski (Freie Wählergemeinschaft Schillingsfürst) mit 54,69 % der Stimmen zum Ersten Bürgermeister gewählt und 2020 mit 73,64 % der Stimmen im Amt bestätigt. Vorgänger war Friedrich Wieth (CSU).

### Wappen und Flagge
Wappen
| Wappen von Schillingsfürst | Blasonierung: „Geteilt durch drei Spitzen in Rot und Silber; oben ein silberner, unten ein schwarzer hersehender Löwe (Leopard) mit eingeschlagenem Schweif.“ |
| Wappen von Schillingsfürst | Wappenbegründung: Die Löwen stammen aus dem Wappen der Fürsten von Hohenlohe, dessen eine Linie sich nach dem Ort Schillingsfürst benennt und den Ort geprägt hat. Der fränkische Rechen steht für den alten Ort Frankenheim, der in dem einstigen Marktnamen Schillingsfürst-Frankenheim zum Ausdruck kam. Der fränkische Rechen stammt aus dem Wappen des Hochstifts Würzburg und weist auf das Kilianspatrozinium in Schillingsfürst hin. Die Gemeinde führt seit 1958 ein eigenes Wappen. |

Flagge
Die Gemeindeflagge ist rot-weiß.

### Gemeindepartnerschaften
Die Stadt pflegt seit 1989 eine Partnerschaft mit der Gemeinde Chamberet in der Region Nouvelle-Aquitaine in Frankreich.

## Kultur und Sehenswürdigkeiten

### Museen

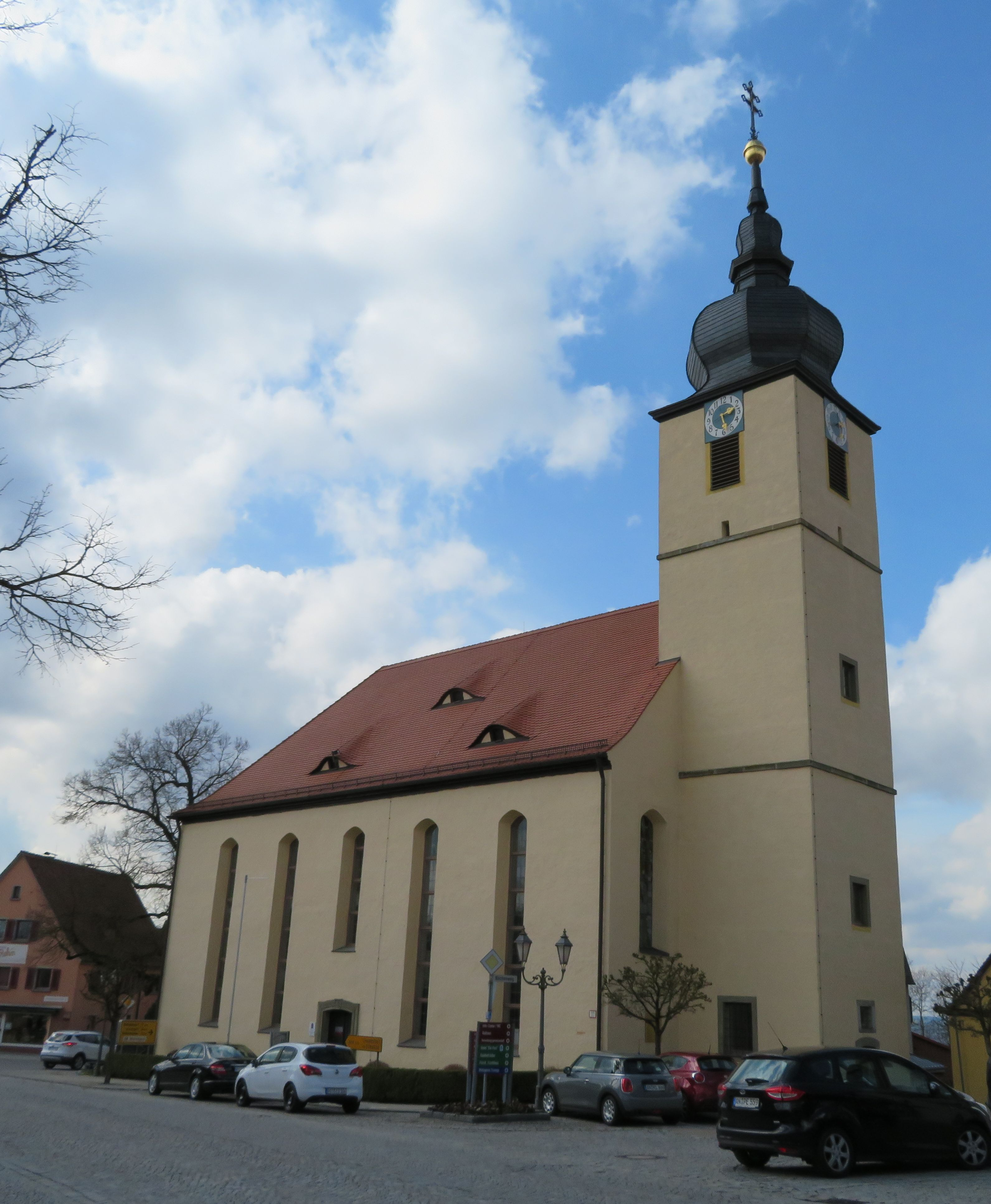
Die evangelische Kirche St. Kilian (2018)

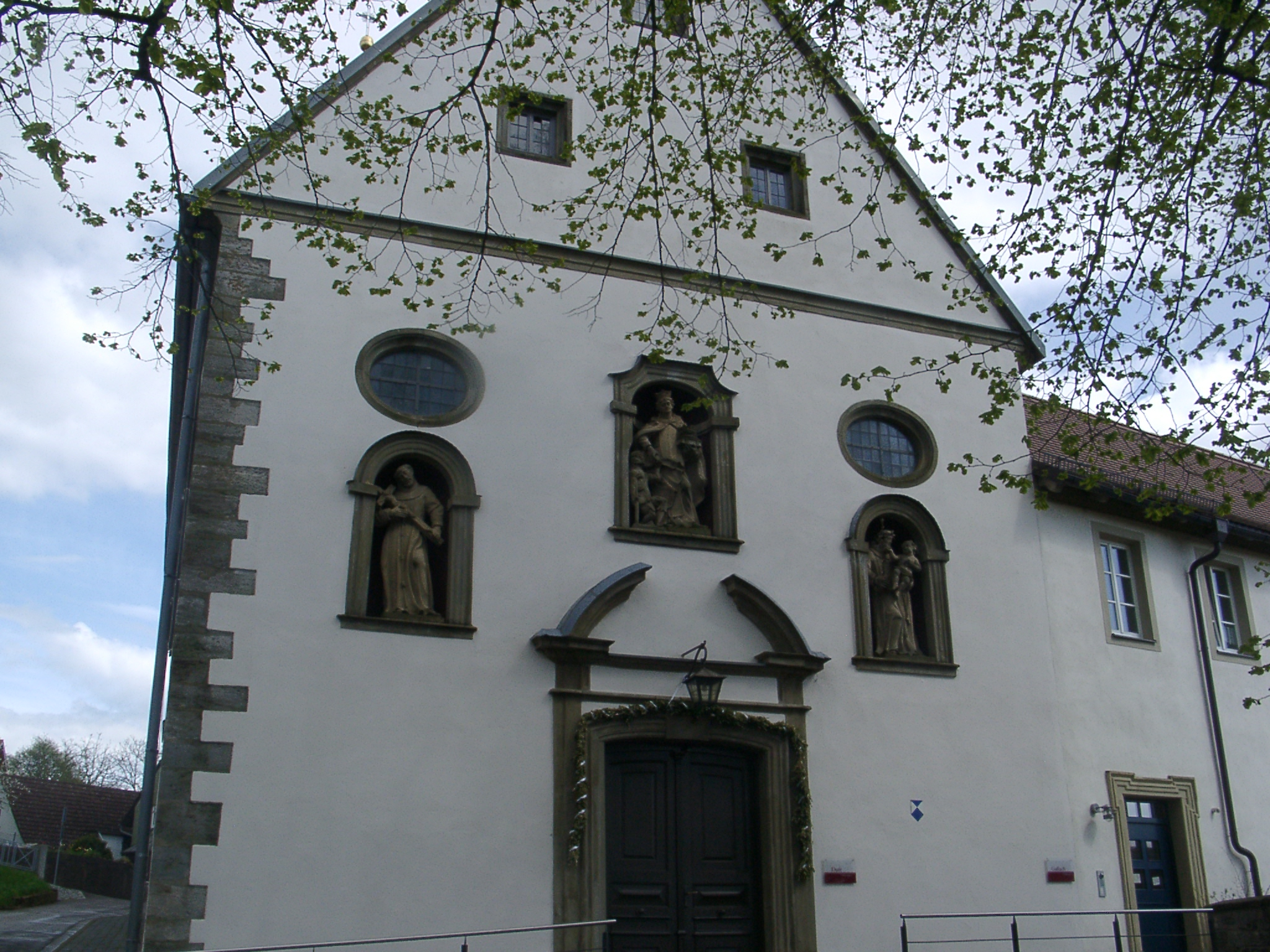
Die katholische Kirche Kreuzerhöhung (ehemaliges Kloster Schillingsfürst)

- Brunnenhausmuseum mit historischer Ochsentretanlage
- Ludwig-Dörfler-Museum
- Museum der französischen Fremdenlegion[46]

### Sonstige Sehenswürdigkeiten
- Fürstlicher Falkenhof[47]
- Kardinalsgarten mit Mausoleum der Fürsten von Hohenlohe-Schillingsfürst

### Baudenkmäler
- Schloss Schillingsfürst
- Wasserturm
- Brunnenhaus

### Pflege des jenischen Erbes
Am Marktplatz steht das Stupfler-Denkmal, das einen Mann, einen Spitz und einen Igel zeigt. Der Mann ist ein Igelfänger, der mit dem abgerichteten Spitz Igel fing. In der jenischen Sprache hieß der Igelfänger Stupfler. Igel waren in früheren Zeiten der Sonntagsbraten für die armen jenischen Zuzügler, woraus sich das Schimpfwort Igelfresser für die Schillingsfürster herleitete. Heute ist der Igel quasi das inoffizielle Wappentier der Stadt und die Kommune überreicht kleine Igelchen aus Schokolade an besondere Gäste.
Im Theaterchen wird ein Museum für die jenische Sprache eingerichtet, an dessen Ausgestaltung Johannes Munique und Markus Löschel in jahrelanger Detailarbeit tätig waren. Auf Schautafeln, Bildern und Comics werden die Zusammenhänge liebe- und humorvoll präsentiert.

## Wirtschaft und Infrastruktur
Schillingsfürst ist Mitglied im Tourismusverband Romantisches Franken.

### Verkehr
Die Staatsstraße 2246, die zugleich Teil der Romantischen Straße ist, verläuft nach Walkersdorf (3,4 km südwestlich) bzw. an Altengreuth und Neureuth vorbei nach Leutershausen (10 km östlich). Die Staatsstraße 2247 führt über Bellershausen nach Diebach (6 km nordwestlich). Die Kreisstraße AN 35 führt nach Dombühl (3,5 km südöstlich). Die Kreisstraße AN 5 führt nach Stilzendorf (1 km nordöstlich) bzw. nach Oberwörnitz (3 km südwestlich). Eine Gemeindeverbindungsstraße führt nach Schafhof (0,5 km nördlich).
Im Jahre 1905 wurde Schillingsfürst eine Spitzkehre an der Bahnstrecke Steinach bei Rothenburg–Dombühl. Der Personenverkehr wurde im Jahre 1971 auf dem Streckenabschnitt südlich von Rothenburg, somit auch in Schillingsfürst, eingestellt. Seither wird der öffentliche Personennahverkehr mit Regionalbuslinien abgewickelt, die in das Tarifsystem des Verkehrsverbundes Großraum Nürnberg (VGN) eingebunden sind.
Durch Schillingsfürst führen die Wanderwege Via Romea, Romantische Straße, die Tauber-Wörnitz-Linie des Main-Donau-Weg, der Europäische Wasserscheideweg und der Frankenhöhe-Weg.

### Öffentliche Einrichtungen
Die Freiwillige Feuerwehr Schillingsfürst wurde am 1. Oktober 1873 vom damaligen königlichen Notar Albrecht Höfer und weiteren 43 Bürgern gegründet. Im Jahr 1939 wurde die Feuerwehr Landessieger beim ersten Leistungskampf der Freiwilligen Feuerwehren Bayerns.

### Bildung
An Bildungseinrichtungen sind eine Grund- und Mittelschule sowie die Edith-Stein-Realschule der Erzdiözese Bamberg vorhanden. Die nächsten Gymnasien befinden sich heute in Rothenburg ob der Tauber und in Feuchtwangen.
In der Stadt befindet sich außerdem eine Stadtbibliothek mit über 5000 Medien.

## Persönlichkeiten

### Söhne und Töchter der Stadt

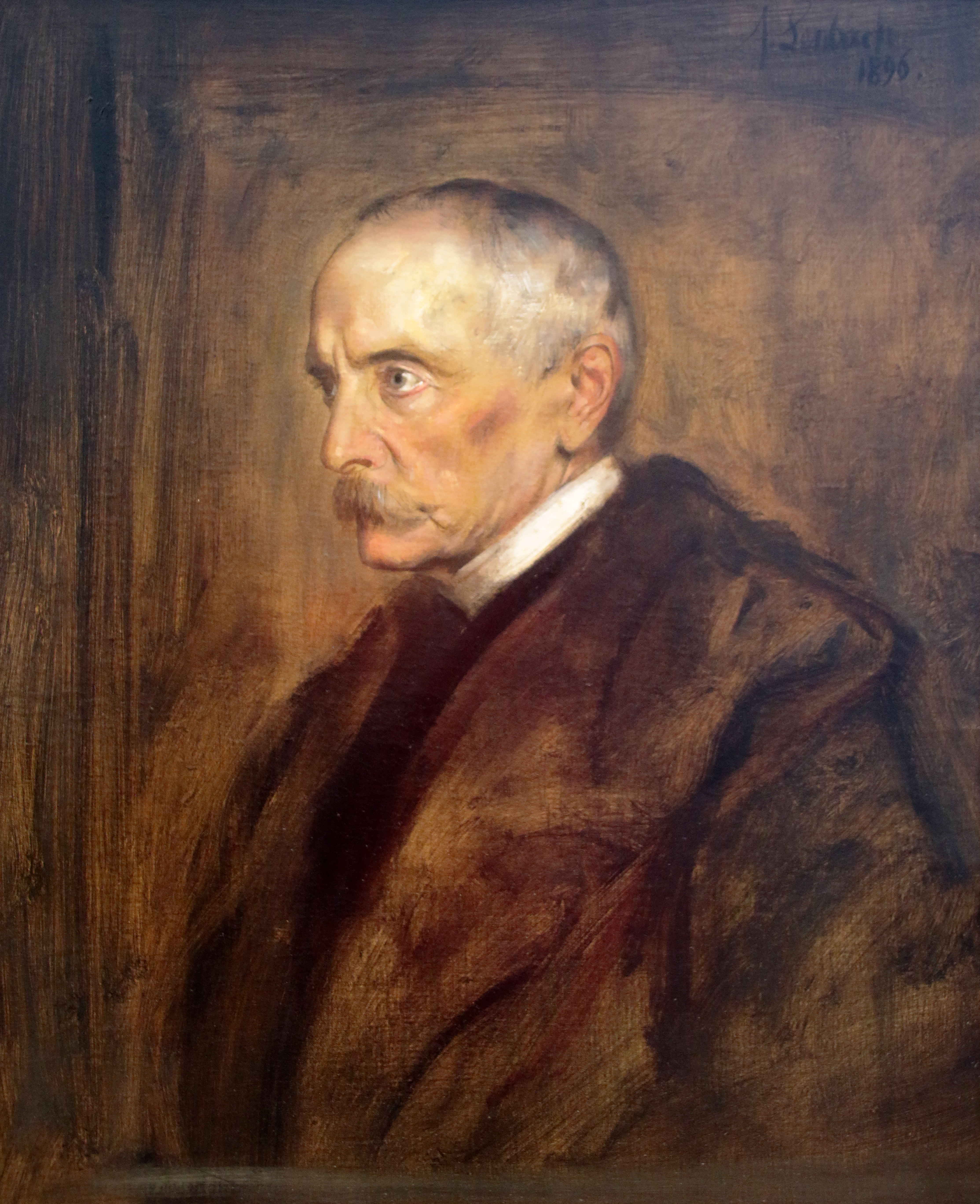
Fürst Chlodwig zu Hohenlohe-Schillingsfürst, Bayerischer Ministerpräsident 1866–70, Deutscher Reichskanzler und preußischer Ministerpräsident 1894–1900 (von Franz von Lenbach, 1896)

- Philipp Ernst zu Hohenlohe-Waldenburg-Schillingsfürst (1663–1759), Fürst zu Waldenburg-Schillingsfürst
- Philipp Karl zu Hohenlohe-Bartenstein (1668–1729), Reichsgraf
- Karl Albrecht II. zu Hohenlohe-Waldenburg-Schillingsfürst (1742–1796), Mitglied des Hauses Hohenlohe, Generalmajor
- Hugo von Bosch (1782–1865), bayerischer Generalleutnant
- Wilhelm Rück (1849–1912), Musikpädagoge, Instrumentensammler und Klavierhändler
- Philipp Ernst zu Hohenlohe-Schillingsfürst (1853–1915), von 1901 bis 1915 Chef des Hauses Hohenlohe-Schillingsfürst
- Otto Roth (1900–1932), Lehrer in Petersaurach, Brunn und Schornweisach, NSDAP-Parteiredner, SA- und SS-Standartenführer, Bezirksleiter von Neustadt an der Aisch und bayerischer Landtagsabgeordneter
- Ludwig Dörfler (1905–1992), Künstler
- Friedrich Walz (1932–1984), Pfarrer und Kirchenlieddichter
- Thomas Galey (1949–2010), Maler der Konkreten Kunst
- Christoph Maul (* 1979), Kabarettist

### Weitere Persönlichkeiten
- Chlodwig zu Hohenlohe-Schillingsfürst (1819–1901), bayerischer Ministerpräsident, von 1894 bis 1900 deutscher Reichskanzler und preußischer Ministerpräsident
- Stefan Gottschling (* 1960), Schriftsteller und Texter
- Albert Hauck, evangelischer Pfarrer in Frankenheim von 1875 bis 1878
- Gustav Adolf zu Hohenlohe-Schillingsfürst (1823–1896), römischer Kurienkardinal
- Franz Liszt (1811–1886), Pianist und Komponist, eng befreundet mit Gustav Adolf, gelegentliche Besuche auf Schloss Schillingsfürst
- Wilhelm Stegmann (1899–1944), Freikorps- und SA-Führer, Reichstagsabgeordneter (NSDAP)